# 三點長鰭鸚鯛
三點長鰭鸚鯛，為輻鰭魚綱鱸形目隆頭魚亞目隆頭魚科的其中一種，分布於西印度洋紅海的阿卡巴灣及蘇伊士灣海域，體長可達7.9公分，棲息在礁石區，生活習性不明。

## 擴展閱讀
維基物種上的相關：三點長鰭鸚鯛